# Matthew Walls
Matthew Walls (født 20. april 1998 i Oldham) er en professionel cykelrytter fra Storbritannien, der er på kontrakt hos Groupama-FDJ.

## Karriere
Ved EM i banecykling 2018 vandt Walls guld i udskilningsløb. Han kom på tredjepladsen i omnium ved VM i banecykling 2020.
Fra 2021-sæsonen skiftede han til World Tour-holdet Bora-Hansgrohe. Det skete efter han i 2019 havde kørt som stagiaire for EF Education First Pro Cycling, og i 2020 var han på kontrakt hos Trinity Racing.